# Pachykellya rotunda
Pachykellya rotunda är en musselart som beskrevs av Powell 1927. Pachykellya rotunda ingår i släktet Pachykellya och familjen Neoleptonidae. Inga underarter finns listade i Catalogue of Life.